# 赫尔穆特·魏德林
赫尔穆特·奥托·路德维希·魏德林（德語：Helmuth Otto Ludwig Weidling，1891年11月2日—1955年11月17日），又译黑尔姆特·魏德林，生于德意志帝國哈尔伯施塔特。于1911年加入德意志帝國陸軍。二战时期納粹德国砲兵军官，于1944年晋升为上将，1945年4月23日被希特勒任命为柏林防區（Verteidigungsbereichs Berlin）司令，於1945年5月2日率残余德军向苏军投降。

## 生平

### 第一次世界大戰
魏德林1891年生於普魯士薩克森省哈尔伯施塔特，並於1911年在西里西亞布雷斯勞加入普魯士陸軍第6野戰砲兵團，隨後來到柏林-泰格爾的第1飛艇營，並於1912年8月10日晉升為中尉。第一次世界大戰開始和動員後，魏德林被部署到西線。經過訓練成為飛艇指揮官，他作為警衛軍官駕駛各種齊柏林飛艇，後來作為指揮官接管了LZ97（建造號LZ67）和LZ113（LZ83）的指揮權。1917年春陸軍航空兵停產後，他被調往舊兵工廠。在那裡他被任命為正規團的砲兵觀察員和砲兵連指揮官。魏德林被授予兩級鐵十字勳章、霍亨索倫皇家騎士十字勳章和呂貝克漢薩十字勳章、奧地利三級軍事功績十字勳章。帶有戰爭勳章和飛艇船員紀念徽章。
戰爭結束後，魏德林被接納進入威瑪防衛軍，並於1922年6月1日被任命為第4砲兵團上尉。他自1931年1月1日起擔任該團第3連連長，隨後加入柯尼斯堡第1師第一步兵連長參謀部。1932年6月10日，他晉升為少校。

### 第二次世界大戰

#### 對波蘭和法國的戰役
隨後於1935年9月1日晉升為中校，並於1938年3月1日晉升為上校。1938年11月10日，任第56砲兵團團長，第二次世界大戰開始後隨該團參加了對波蘭的進攻。隨後他被分配到第20砲兵團，並於1940年4月10日被分配到第40裝甲軍。1940年5月起，他隨裝甲軍參加了法國戰役。1942年2月1日晉升為少將。

#### 蘇德戰爭
1941年6月起魏德林參加了對蘇聯的戰爭。1942年1月1日，他成為第86步兵師師長，並於1942年6月23日以此身分被授予金十字勳章，並於1943年1月1日晉升為中將。1943年1月15日，他因所在師在勒熱夫以西擊退敵軍進攻的成功而被授予1942年底騎士鐵十字勳章。1943年10月20日被任命為第41裝甲軍軍長。1944年1月1日晉升為砲兵上將。由於他在普里皮亞季沼澤的激烈防禦戰鬥中的領導才能，他於1944年2月22日被授予橡葉騎士十字勳章。
在1944年紅軍夏季攻勢（“巴格拉季翁行動”）期間，他的軍團幾乎被完全摧毀。直到維斯瓦河上他才設法與該部隊的殘部組成了新的前線。1944年11月28日，魏德林被授予橡葉騎士十字勳章。1945年4月10日，他被調入元首預備隊。1945年4月12日，他成為第56裝甲軍軍長。

## 柏林戰役

### 前期準備

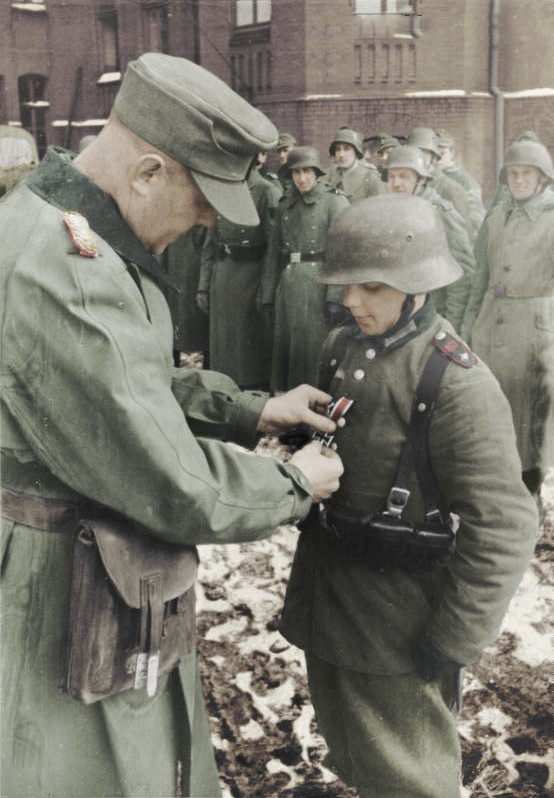
1945年3月，希特勒青年团16歲的威利·胡布納被授予鐵十字勳章

1945年4月22日，由於阿道夫·希特勒的誤會，他被判處槍決，但不久後他在1945年4月24日判決被推翻後被任命為柏林戰役的作戰指揮官。可用於保衛這座城市的部隊包括大約45,000名士兵，主要來自國防軍和黨衛軍。他們得到了柏林安全部隊、希特勒青年團和4萬名人民衝鋒隊士兵的補充。
柏林战役期间，希特勒青年团领导人阿图尔·阿克斯曼拜访了魏德林的总部，告诉他希特勒青年团的年轻人已经作好了战斗准备，现在就在第56裝甲軍後方的道路上驻守。 魏德林认为，让十几岁的男孩投入战斗是徒劳的。 他告诉阿克斯曼，这是“讓孩子为了已经注定失败的事业而牺牲”。但是阿克斯曼并没有让他们退出战斗。
中央區的指揮權被委託給黨衛軍旅長威廉·蒙克。他是希特勒親自任命的，直接指揮的有兩千多人。蘇聯後來根據俘虜數量估計保衛柏林的戰士人數為18萬人。然而這個數字包括身穿制服的手無寸鐵的男子、德國國家鐵路人員或德國勞工服務（Reichsarbeitsdienst）人員。
魏德林將城市劃分為八個分區，用字母“A”到“H”來組織防禦，每個分區由一名上校或將軍指揮。但真正有過實戰經驗的人卻寥寥無幾。城市西邊部署有第20裝甲擲彈兵師，北邊部署有第9傘兵師，東北邊部署有明謝貝格裝甲師。滕珀爾霍夫機場駐有黨衛軍第11裝甲擲彈兵師。魏德林在市中心設有預備隊第19裝甲擲彈兵師。
這4月25日魏德林任命維爾納·穆默特為預備役少將，擔任明謝貝格裝甲師師長，並由兼任柏林防區砲兵司令的漢斯·奧斯卡·沃勒曼上校接替。
第二天，他命令明謝貝格和北地師向滕珀爾霍夫機場和新克爾恩方向進攻。由於蘇聯人產生的意外效果，第一批及其最後十輛戰車取得了良好進展。然而蘇軍奮起反擊，發起猛烈反擊，阻止了德軍裝甲車的前進。

### 蘇聯的推進

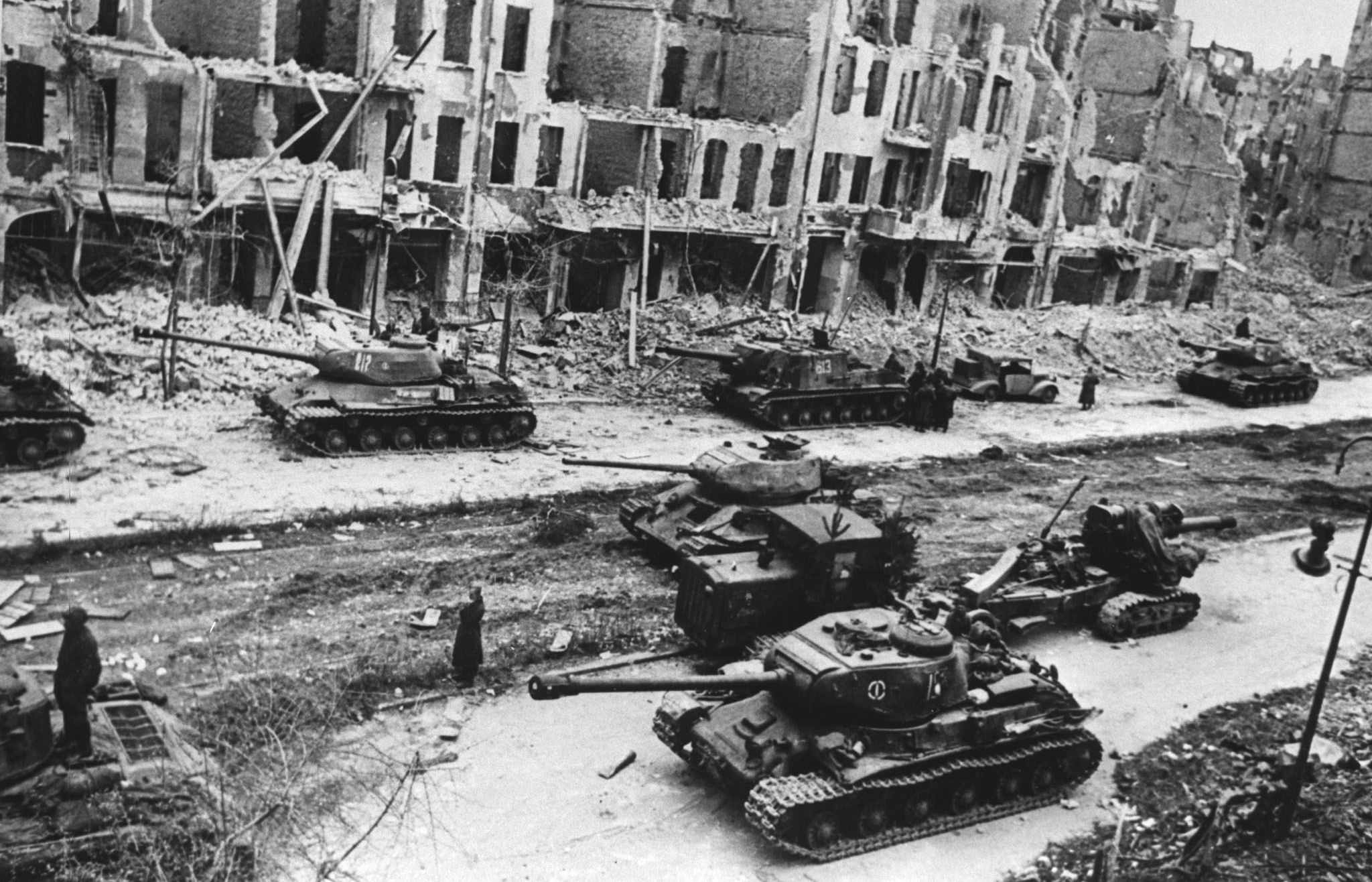
蘇軍的戰車和自走火砲

這4月29日蘇聯情報局宣布，白俄羅斯第1方面軍繼續向柏林挺進，佔領了夏洛滕堡西北、莫阿比特西半部和舍訥貝格東部。與此同時，烏克蘭第一方面軍佔領了柏林西北部的弗里德瑙和格魯內瓦爾德。
晚上的時候4月29日魏德林位於本德勒公館的總部距離前線只有幾米。魏德林與師指揮部討論了撤退到瓦爾特·溫克軍隊所控制的戰線西南方向的可能性。與此同時，溫克的先頭部隊到達了波茨坦附近施維洛湖河畔的費希村。本德勒公館的人員決定於第二天晚上10:00撤退。

### 帝國終結
凌晨1945年4月30日當蘇聯軍隊繼續在柏林市中心作戰和推進時，希特勒和他多年的伴侶愛娃·布勞恩在元首地堡舉行了婚禮。稍後上午4月30日當蘇軍距離碉堡僅500米時，希特勒會見了魏德林，魏德林告訴他，從夜間開始，柏林駐軍肯定不再有任何彈藥。魏德林請求希特勒允許他逃離這座城市，他已經提出過這個請求，但過去沒有成功。元首當時沒有做出任何回應，魏德林也退出了。下午1點左右，他回到總部本德勒公館，得知希特勒終於授權他嘗試過夜。
下午3點30分左右，希特勒和他的妻子服用氰化物並開槍自杀，希特勒選擇同時使用這兩種手段。根據他的指示，兩具屍體都被火化。
後來當魏德林回到元首地堡時，他見到了戈培爾、鮑曼和漢斯·克雷布斯。三人把他帶到這對夫婦自殺的房間，並告訴他屍體已在附近大法官花園的一個彈坑中被燒毀。
魏德林被迫發誓，他不會向任何人重複這個信息。外界唯一知道此事的人是約瑟夫·斯大林。有人試圖締結停戰協定，克雷布斯將軍想通知蘇聯指揮部，後者又通知了克里姆林宮。
5月1日，希特勒自殺數小時後，約瑟夫·戈培爾派漢斯·克雷布斯將軍和參謀長魏德林舉著白旗去柏林市中心與蘇聯第8集團軍司令兼蘇軍軍長瓦西里·崔可夫將軍交談。凌晨4點前不久，克雷布斯到達了，這讓崔可夫大吃一驚。這位德國將軍用流利的俄語告訴他希特勒和愛娃·布勞恩在元首地堡自殺了。蘇聯人並不知道總理府發生了什麼事，也不知道希特勒已經結婚了，但他平靜地回答說，他已經被告知了。然而，崔可夫並不准備與克雷布斯談判。蘇聯只同意無條件投降，但戈培爾並沒有授權克雷布斯簽署這樣的協議。
因此克雷布斯和崔可夫之間的會議沒有達成任何協議。據希特勒的私人秘書特勞德爾·容格稱，克雷布斯回到地堡時“筋疲力竭”。結果柏林的投降被推遲到戈培爾自殺。

### 城破投降
5月1日下午晚些時候，戈培爾父母毒死了自己的孩子。晚上8點30分左右，戈培爾命令一名黨衛軍警衛陪同他前往總理府花園，殺死他和他的妻子，然後焚燒屍體。這次事件之後，魏德林得以開始與蘇聯進行談判。
1945年5月2日凌晨，魏德林和他的參謀長杜夫文組織了一次與瓦西里·崔可夫將軍的會面，期間兩位指揮官講了這些話：

- 崔可夫： “你是柏林衛戍部隊司令嗎？”

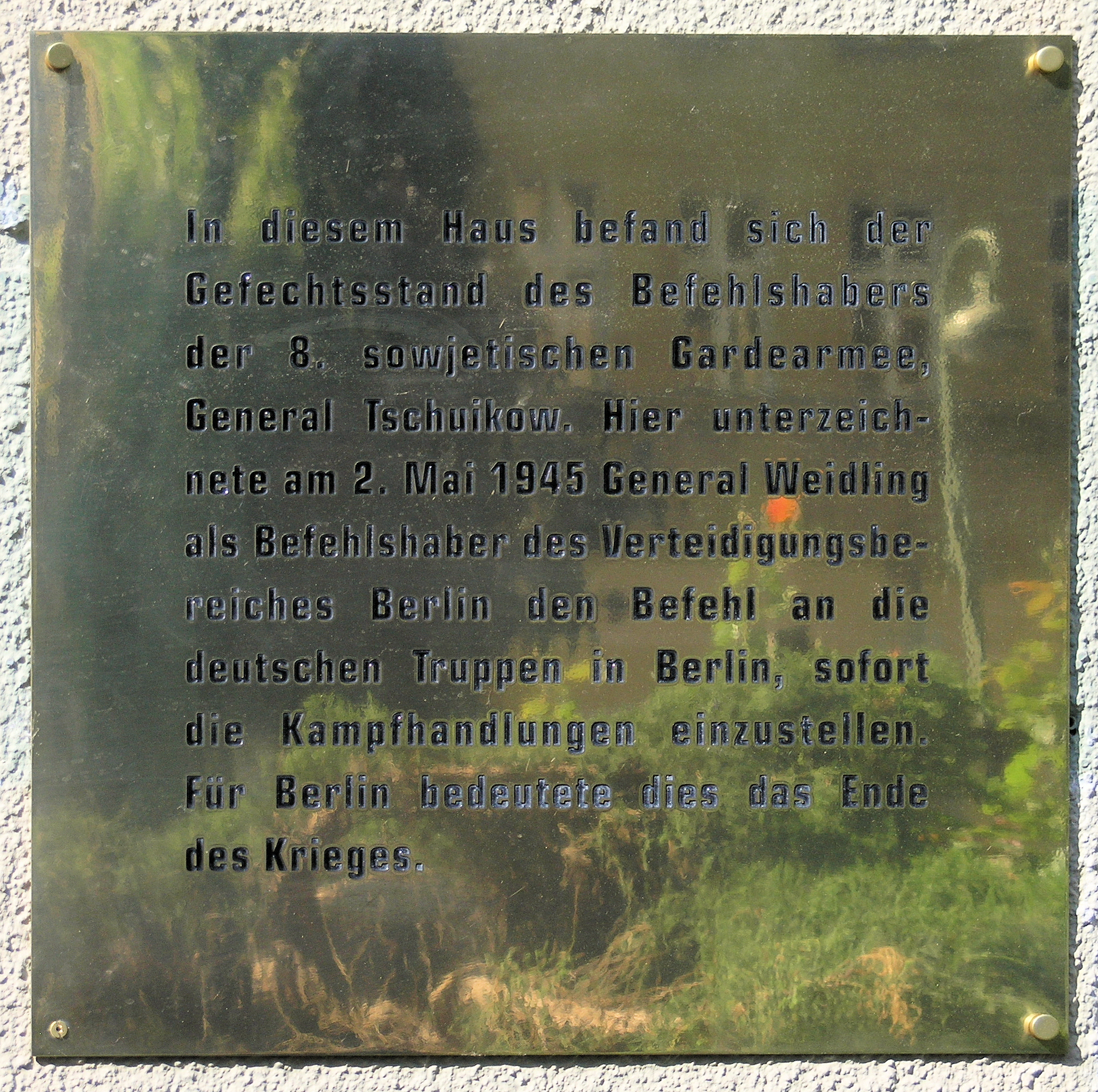
柏林投降纪念牌匾。“这座建筑是苏联近卫第8集团军司令崔可夫元帅的总部。1945年5月2日，魏德林将军作为柏林防区司令，在这里签署了柏林所有德军立即停止敌对行动的命令……对于柏林来说，这意味着战争的结束。”

- 魏德林： “是的，我是第56裝甲軍的軍長。”
- 崔可夫： “克雷布斯在哪裡？”
- 魏德林： “我昨天在帝國總理府見到了他，他告訴我他想結束自己的生命。他還批評我開始就投降問題進行非正式會談。有關此事的命令今天已下達。”

[蘇聯將軍瓦西里·索科洛夫斯基隨即問道]
- 索科洛夫斯基： “希特勒和戈培爾去哪兒了？”

[這個問題讓魏德林吃了一驚，他還是聲音平靜地回答道]
- 魏德林： “據我所知，就在不久前，戈培爾和他的家人自殺了。元首在4月30日與他的妻子自戕殉國了。”
- 崔可夫： “這只是謠言還是你見過他們？”
- 魏德林： “4月30日晚上我在帝國總理府，克雷布斯、鮑曼和戈培爾跟我談過這件事。”
- 崔可夫： “所以戰爭結束了？”
- 魏德林： “是的，我認為每一次不必要的死亡都是瘋狂的犯罪...”

[索科洛夫斯基將軍再次打斷]
- 索科洛夫斯基： “下達完全投降的命令，這樣孤立的地區就不會出現抵抗。遲到總比不做好。”
- 魏德林： “我們沒有更多的彈藥，只剩下一些武器。因此抵抗不能持續太久。德國正處於混亂的境地，如果我宣布元首已死，也不一定會被相信。”
- 崔可夫： “把這個命令寫成徹底投降，你的良心就會得到解放。”

在兩位將軍的指導下，魏德林寫下了投降令：
|  | 1945年4月30日，元首自殺，從而拋棄了所有宣誓效忠於他的人。遵照元首的命令，你們，德國士兵，準備繼續為柏林而戰，儘管你們的彈藥已經所剩無幾，而且總體局勢使進一步的抵抗變得毫無意義。我命令立即停止一切抵抗。你們繼續戰鬥的每一個小時都會延長柏林平民和傷員的可怕痛苦。我同意蘇聯軍隊最高指揮部的意見，呼籲你們立即停止戰鬥。 ——魏德林，砲兵上將，前柏林防區司令。 |
- 崔可夫： “沒必要寫‘前’。你還是指揮官。”
- 魏德林： “我該怎麼稱呼這條信息，是電報還是命令？”
- 崔可夫： “命令。”

魏德林和崔可夫的會面於上午8點23分結束。1945年5月2日上午，擴音器宣布投降，並向剩餘的守軍分發了命令副本。除了最後的零星抵抗之外，柏林之戰宣告結束。

### 被俘和死亡
柏林戰役結束後，蘇軍將魏德林俘獲，苏联军队拘留了魏德林，并将他空运到苏联。最初他被关押在莫斯科的布特尔卡监狱和莱福尔托沃监狱。1952年2月27日，苏联最高法院军事合议庭以在被占领的苏联犯下的战争罪判处他25年监禁。1955年，赫爾穆特·魏德林在蘇聯囚禁期間因心力衰竭去世。蘇聯解體後，新的俄羅斯聯邦開始平反一些被判犯有戰爭罪的德國戰俘。然而鑑於魏德林在二戰期間對蘇聯指揮的部隊犯下戰爭罪行，俄羅斯聯邦總檢察長辦公室於1996年4月16日認定魏德林不適合平反。

## 履歷

### 職務
- 1938年——德军第56砲兵团团长
- 1940年——德军第40装甲军第128砲兵群指挥官
- 1942年1月——德军第86步兵师师长
- 1943年1月——德军第41装甲军军长
- 1945年4月——德军第56装甲军军长
- 1945年4月——柏林防區司令

### 軍銜
- 1935年9月——中校
- 1938年3月——上校
- 1942年2月——少将
- 1943年1月——中将
- 1944年1月——砲兵上将

### 勳章
- 铁十字勋章（1914）
  - 二级
  - 一級
- 霍亨索伦勋章带剑骑士十字勋章
- 吕贝克汉萨十字勋章
- 奥地利三级军事功绩十字勋章及战争勋章
- 铁十字勋章（1939）
  - 二级
  - 一級
- 德国金十字勋章
- 宝剑橡叶骑士铁十字勋章
  - 骑士十字勋章（1943年1月15日）
  - 橡葉（第418位，1944年2月22日）
  - 寶劍（第115位，1944年11月28日）